# 小店乡
小店乡，是中华人民共和国河南省南阳市南召县下辖的一个乡镇级行政单位。

## 行政区划
小店乡下辖以下地区：
皇城村、杨树坪村、二龙村、马庄村、建坪村、四厂村、空山村、朱庄村、杜庄村、凌小庄村、庙西村、东坪村、杨庄村、关庄村、山底村、李村、小店村、白鹿村、川店村、七岔村、鹰山村、柏林村、大曹庄村、凌楼村和龙潭村。